# Necpalská dolina (Velká Fatra)
Necpalská dolina je přibližně 12 kilometrů dlouhé údolí v západní části pohoří Velká Fatra na Slovensku.
Údolím protéká Necpalský potok. V hlubších částech doliny, v nadmořské výšce 740 – 840 m n. m., se na jeho postranních přítocích vytvořilo několik vodopádů. Nejznámější z nich je vodopád Revúcky mlyn, situovaný téměř na konci doliny pod vrchem Borišov. Jeho výška je přibližně 4 m. Kromě Revúckeho mlyna se v údolí nachází další tři vodopády, v jejichž pojmenování ale panuje mírný zmatek. Jedná se o Druhý, nebo také Dolný Necpalský vodopád (výška cca 2 m), Prvý, Horný, nebo také Veľký Necpalský vodopád (výška cca 4,5 m), Malý Necpalský vodopád (výška cca 1,2 m).
Necpalskou dolinu ohraničuje hřeben Gaderské a Dedošové doliny, se vyznačuje velkým počtem charakteristických vápencových bralnatých útvarů, bašt a věží. Spodní část údolí tvoří širokou luční nivu, jen v přechodu přes dolomitovou kru tvoří skalní soutěsku (Jánošíkova a Ilčíkova skála).

## Flóra
V Necpalské doline se nachází reliktní porosty borovice. Necpalský potok provází porosty devětsilů. Na loukách na jaře kvete prvosenka, v létě hvězdnatec zubatý, na vlhkých skalách kruhatka Matthioliho a soldanelka karpatská.

## Přístup
- Po  modré turistické značené trase č. 2733 z obce Necpaly.
- Po  modré turistické značené trase č. 2733 z Chaty pod Borišovom.
- Po  žluté turistické značené trase č. 8633 z vrcholu Koniarky.